# Tipula (Microtipula) mandator
Tipula (Microtipula) mandator is een tweevleugelige uit de familie langpootmuggen (Tipulidae). De soort komt voor in het Neotropisch gebied.